# Standartenführer

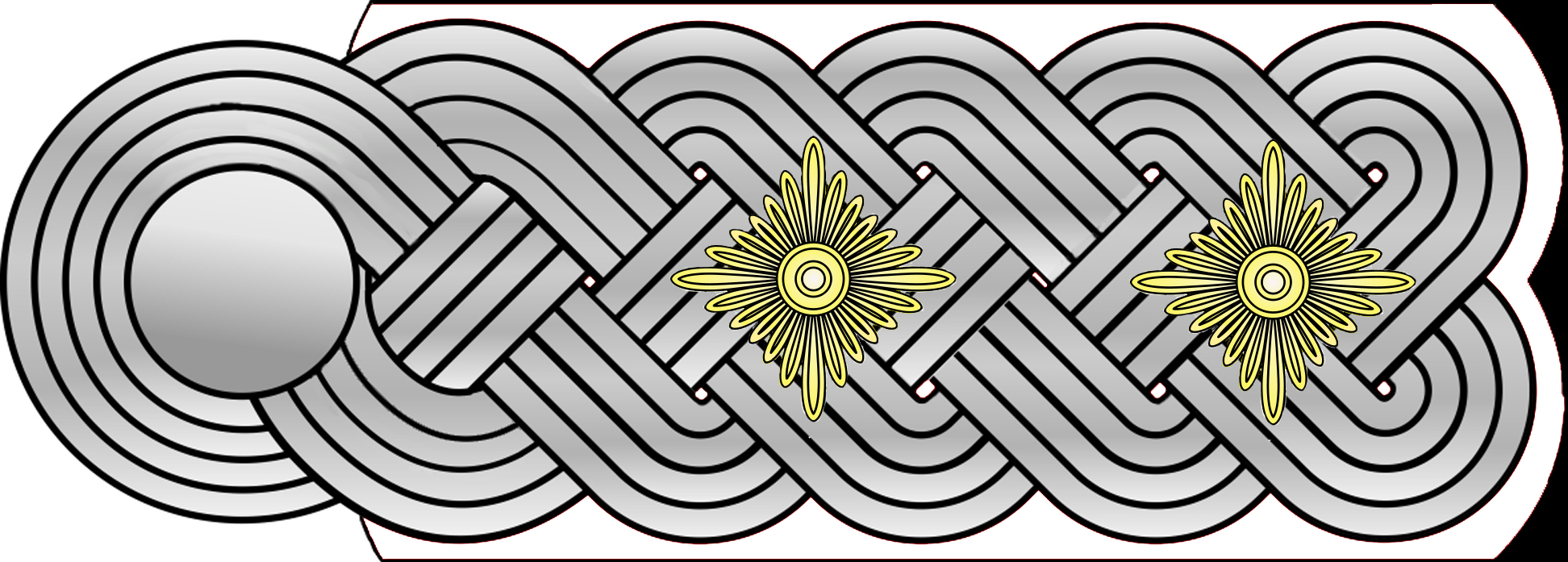
Galón de SS-Standartenführer.

Emblema de cuello para un standartenführer de las SS.

Standartenführer, aunque literalmente significa «jefe de regimiento», se traduce como coronel. Fue un rango militar de la Alemania nazi que se utilizó en las SA y las SS. Fue usado inicialmente como un título en 1925, pero en 1928 el grado se convirtió en uno de los primeros dentro de las filas nazis y fue otorgado a los oficiales de las SA y las SS que comandaban unidades llamadas Standarten, que eran formaciones del tamaño de un regimiento con trescientos a quinientos hombres. 
En 1929 el rango de standartenführer se dividió en dos clases conocidas como standartenführer (I) y standartenführer (II). Este concepto fue abandonado en 1930, cuando tanto las SS como las SA ampliaron sus sistemas jerárquicos incrementando los puestos de oficial y, por tanto, un solo rango de standartenführer fue suficiente.
En 1933, cuando Adolf Hitler asumió el poder total en Alemania, el grado de standartenführer se estableció como el rango del mayor oficial de campo, uno por debajo del de oberführer, que se consideraba en sus inicios el primer grado de general de las SS y SA para luego asumir una equivalencia propia a la de un coronel mayor con mando de general, aunque sin reconocimiento oficial, lo que se conoce como un brigadier, pero superior al de obersturmbannführer y standartenführer. Hacia los comienzos de la Segunda Guerra Mundial, el rango de standartenführer estaba ampliamente difundido en las SS y las SA. En las Waffen-SS, este grado era considerado como el equivalente de un oberst (coronel).
La insignia de standartenführer consistía en una sola hoja de roble que se porta en los dos cuellos de las guerreras; en la gorra tenían una totenkopf. Standartenführer fue el primero de los rangos de las filas de las SS y las SA en desplegar insignias de rango en ambos cuellos, sin mostrar la insignia de su unidad. Los standartenführer de las Waffen-SS también llevaban en la hombrera una hoja de roble además de la insignia de coronel.
- Datos: Q156395
- Multimedia: Rank badges of SS Standartenführer / Q156395